# Homer Scott
 Homer Almariam Scott (* 1. Oktober 1880 in New York City; † 23. Dezember 1956 in Sacramento, Kalifornien) war ein US-amerikanischer Kameramann.

## Leben
Scott war im Zeitraum der Jahre 1914 bis einschließlich 1923 als Kameramann tätig. Er gehörte zu den Gründungsmitgliedern der American Society of Cinematographers. In den Jahren 1925 bis 1926 war er auch deren Präsident. 